# Philemon Malima
Philemon N. Malima (* 9. Juli 1946 in Omandongo, Südwestafrika) ist ein namibischer Politiker der SWAPO. Er war von Juni 2015 bis März 2020  Chef des namibischen Geheimdienstes.
Malima hatte zahlreiche Ministerposten inne. So war er zunächst im Kabinett Nujoma II von 1995 bis 1997 Verteidigungsminister und anschließend bis zum Jahr 2005, ab 2000 im Kabinett Nujoma III, Minister für Umwelt und Tourismus. Er war von 1990 bis 2005 Abgeordneter in der Nationalversammlung.
Malima hält seit 1981 ein Diplom des Institute of Political Science der Sowjetunion.